# Plougonven
Plougonven är en kommun i departementet Finistère i regionen Bretagne i västra Frankrike. Kommunen ligger i kantonen Plouigneau som tillhör arrondissementet Morlaix. År 2022 hade Plougonven 3 398 invånare.

## Befolkningsutveckling
Antalet invånare i kommunen Plougonven
Referens:INSEE